# Sarcohyla charadricola
Espèce
Statut de conservation UICN

 EN B1ab(iii)+2ab(iii) : En danger
Synonymes
- Hyla charadricola Duellman, 1964
- Plectrohyla charadricola Faivovich, Haddad, Garcia, Frost, Campbell, and Wheeler, 2005

Sarcohyla charadricola est une espèce d'amphibiens de la famille des Hylidae.

## Répartition
Cette espèce est endémique du Mexique. Elle se rencontre entre 2 000 et 2 300 m d'altitude dans les États d'Hidalgo et de Puebla,.

## Publication originale
- Duellman, 1964 : A Review of the Frogs Of the Hyla bistincta Group. University of Kansas publications, Museum of Natural History, vol. 15, no 9, p. 469–491 (texte intégral).